# Leading Edge Model D

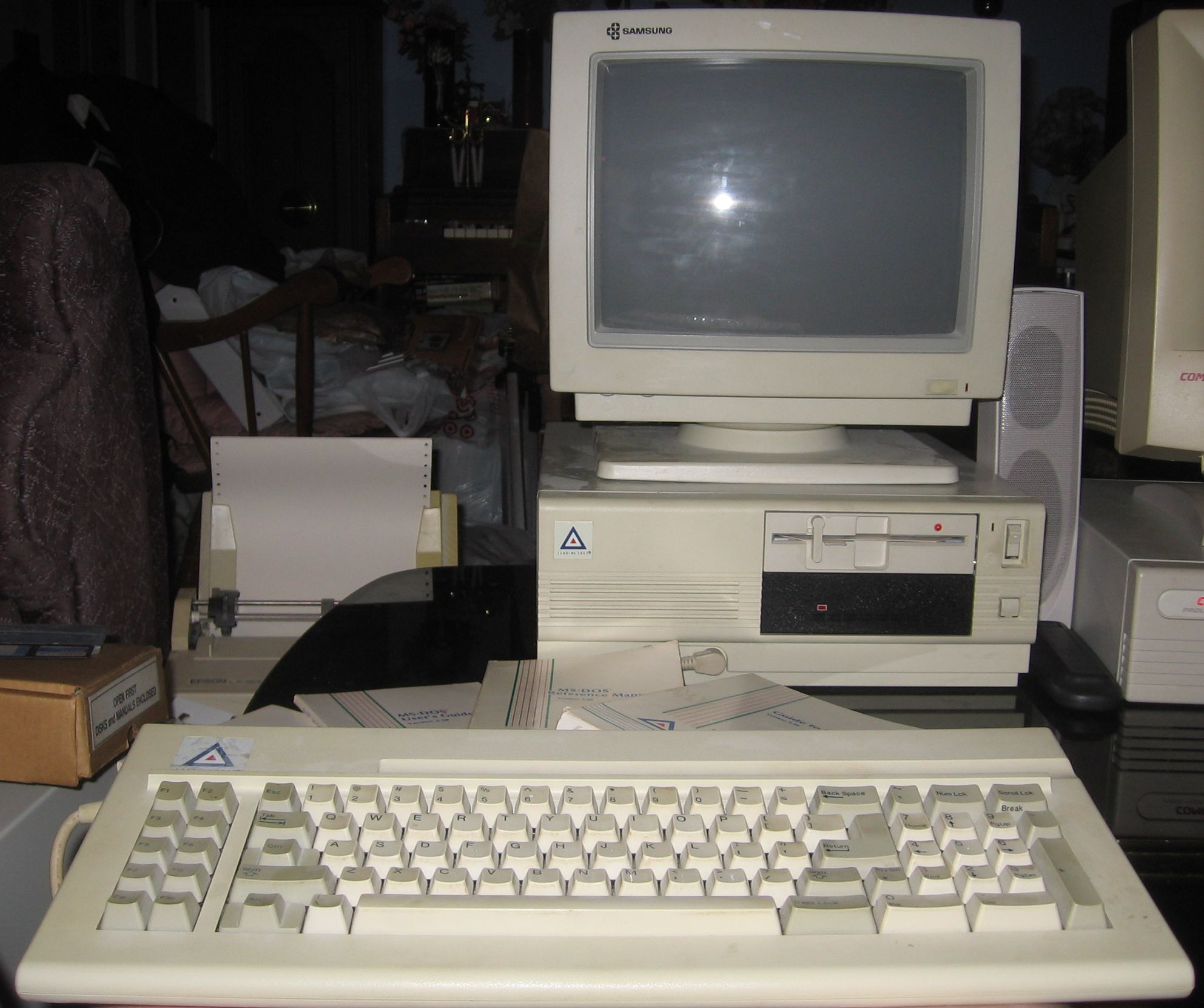
Leading Edge Model D (модель с фиксированным дисководом).

Leading Edge Model D — IBM-PC-совместимый компьютер, выпущенный компанией LEHP в июле 1985 года. Первоначально стоил 1495 долларов США и имел два 5,25-дюймовых дисковода для гибких дисков, 256 КБ ОЗУ и монохромный монитор.

## Описание
Производился южнокорейским конгломератом Daewoo и распространялся компанией Leading Edge из Кантона, штат Массачусетс. В августе 1986 года LEHP снизила цену базовой модели на 200 долларов, до 1295 долларов, и увеличила базовую память машины до 512 КБ. Модель D имела успех: за первый год производства было продано 100 000 единиц. Компьютер хорошо продавался в течение нескольких лет, пока тяжба с дилерами не вынудила компанию Leading Edge Hardware Products обанкротиться в 1989 году.